# Еремеев, Алексей Ильич
Алексей Ильич Еремеев (род. 27 апреля 1973 года; с. Намцы, Намский район, Якутская АССР, СССР) — российский политический деятель. Депутат Государственного собрания (Ил Тумэн) Республики Саха (Якутия) V, VI созывов. Председатель Государственного собрания (Ил Тумэн) Республики Саха (Якутия) VI созыва с 30 июня 2021 года.

## Биография
Высшее образование по специальности «история» получил в 1995 году, завершив обучение в Якутском государственном университете. В том же году начал работать в администрации Намского улуса на должности заведующего отдела по делам молодежи, спорта и туризма. С июля 1996 года — замглавы улуса по социальным вопросам. В том же году поступил в аспирантуру РАГС при Президенте РФ. После окончания обучения в 1999 году занял должность главного специалиста в республиканском Министерстве по делам народов и федеральным отношениям.
С 2000 года работал в аппарате Правительства Республики, затем первым замминистра по делам молодежи, позже, с 2002 года, — замминистра по молодёжной политике, физкультуре и спорта. В 2003 году возглавил республиканское министерство молодёжной политики.
В 2010 году перешел на работу в Северо-Восточный федеральный университет в качестве ведущего специалиста отдела инновационных проектов управления. В 2013 году стал советником гендиректора ОАО «Аэропорт Якутск».
В 2013 году был избран депутатом Государственного Собрания (Ил Тумэн) Республики Саха (Якутия) V созыва, где возглавил комитет по государственному строительству и законодательству V созыва. В 2018 году стал депутатом Государственного Собрания (Ил Тумэн) Республики Саха (Якутия) VI созыва, сохранив за собой пост главы комитета.
30 июня 2021 года на пленарном заседании государственного собрания (Ил Тумэн) был избран председателем республиканского парламента VI созыва. Его кандидатуру, выдвинутую фракцией партии «Единая Россия», поддержали 57 депутатов, против выступил один. На этом посту он сменил прежнего спикера республиканского парламента VI созыва Петра Гоголева